# Josep Carner
Josep Carner i Puig-Oriol (Barcelona, 9 de febrero de 1884-Bruselas, 4 de junio de 1970) fue un poeta, periodista, diplomático, autor de teatro y traductor español. Es conocido como el príncipe de los poetas catalanes.

## Biografía
Era hijo del periodista  Sebastián J. Carner, redactor jefe del diario carlista El Correo Catalán y director de la revista católica La Hormiga de Oro. En 1897 entró en la Universidad de Barcelona, donde descubrió el catalanismo. Obtiene la licenciatura en Derecho y Filosofía. En esa época colaboró en Montserrat y La Atlántida, entre otras revistas. Dirigió Catalunya (1903-1905), Empori (1907-1908) y Catalunya (1913-1914). En 1911 fue designado miembro de la Sección Filológica del Instituto de Estudios Catalanes, y colaboró con Pompeu Fabra en la fijación y el enriquecimiento de la lengua.
A principios del siglo XX se incorporó al periódico La Veu de Catalunya, donde escribió hasta 1928. En 1915 contrajo matrimonio con la chilena Carmen de Ossa, con la que tuvo dos hijos: Anna Maria y Josep.
Fue un renovador de la poesía, de la lengua, de la prosa. Creó un nuevo estilo de periodismo político. Junto a Enric Prat de la Riba, en la Mancomunidad, luchó por la profesionalización de la literatura catalana, que consideraba adolescente. Después de la muerte de aquel, en 1920 Carner se presentó en Madrid a unas oposiciones al cuerpo consular y, en marzo de 1921, ingresó en la carrera diplomática. Partió de España hacia Génova para instalarse allí con toda la familia como vicecónsul español. Ejerció cargos en Génova, San José de Costa Rica, La Haya, Hendaya, Beirut, Bruselas y París. Durante la guerra civil española se mantuvo fiel a la República y, tras la victoria franquista, no volvió a residir en Cataluña.
Fue uno de los pocos diplomáticos que se mantuvo fiel a la República tras el golpe de Estado de julio de 1936. En agosto de 1936 fue ascendido y se incorporó en septiembre a la Embajada de la República en Bruselas. En junio de 1937 fue ascendido nuevamente y nombrado canciller de la Embajada en París, puesto que ocupó hasta octubre de 1938. Después fue destinado a Bucarest, aunque no llegó a tomar posesión de su puesto. Al finalizar la guerra en España en 1939, su alejamiento de Cataluña fue forzado. Se casa con la profesora y crítica literaria belga Émilie Noulet, exsecretaria de Paul Valéry, su segunda esposa, y emprende el camino del exilio, primero a México (de 1939 a 1945) y después a Bélgica.
En México, trabajó en la Junta de Cultura Española y en el Comité de Ayuda (ambos al servicio de españoles refugiados). Se integró después a La Casa de España en México y continuó luego en El Colegio de México (1940-1945). En dicha institución impartió los cursos de "Historia de la cultura" (1942) e "Historia de la cultura española" (1944) en el Centro de Estudios Históricos. En la Facultad de Filosofía y Letras de la Universidad Nacional Autónoma de México, impartió los cursos de "Historia de política moderna. I. Europa (1941), II. América (1942) y "Literatura comparada. El teatro" (1943-1945). Además, impartió cursos en la Universidad de Guadalajara y en la Universidad Michoacana, en Morelia.
El archivo y la biblioteca personal de Josep Carner pueden consultarse en la Biblioteca de Cataluña.

## Obra poética
Josep Carner fue el primer poeta moderno en Cataluña. En sus poesías la tradición clásica y  futuristica de Petrarca con su talento individual que le permite conseguir una perfección gramatical y jugar mucho con la lengua. Une todas las tradiciones pero está más cercano a la didáctica del siglo XVIII.
- Llibre dels poetes (1904)
- Primer llibre de sonets (1905)
- Els fruits saborosos (1906)
- Segon llibre de sonets (1907)
- Verger de les galanies (1911)
- La paraula en el vent (1914)
- Auques i ventalls (1914)
- El cor quiet (1925)
- El veire encantat (1933)
- La primavera al poblet (1935)
- Nabi (1941)
- Paliers (1950)
- Llunyania (1952)
- Arbres (1953)
- Poesía (1957) (colección reordenada y profundamente revisada de su obra anterior).
- Absència (1957) (aunque apareció como sección de Poesía, puede considerarse un libro nuevo).
- El tomb de l'any (1966)

## Teatro
- El giravolt de maig (1928) (que fue librillo para la ópera de Eduard Toldrà).
- Misterio de Quanaxhuata (1943) (escrita en castellano en homenaje a México, país que acogió en el exilio a Carner).
- El Ben Cofat i l'Altre (1951) (versión catalana del mismo autor del Misterio de Quanaxhuata).
- Cop de vent (1966)

## Prosa
- L'idil·li dels nyanyos (1903)
- La malvestat d'Oriana (1910)

## Artículos, cuentos, juegos lingüísticos
- Les planetes del verdum (1918)
- Les bonhomies (1925)
- Tres estels i un ròssec (1927)